# Повітряна маса

Глобальний розподіл повітряних мас

Пові́тряна ма́са — великий об'єм повітря в тропосфері з певними порівняно стабільними властивостями (температура, вологість тощо), що рухається як одне ціле. Загальні властивості повітряних мас залежать від того, на якій географічній широті, на материках чи над океанами вони формуються. Відповідно до цього розрізняють:
- арктичні (антарктичні),
- помірних широт (полярні),
- тропічні,
- екваторіальні повітряні маси.

Усі вони, за винятком екваторіальних повітряних мас, можуть бути і континентальними, і морськими, тому що екваторіальні повітряні маси зберігають високу вологість з температурою і над сушею, і над морем.
У вузькій прикордонній смузі, яка розділяє повітряні маси, виникають фронтальні зони (атмосферні фронти), що характеризуються мінливим станом метеорологічних елементів. Глобальні атмосферні фронти — це фронти між географічними типами повітряних мас. Найактивніші у північній та південній півкулі два глобальні фронти: арктичний і полярний. Тропічний фронт формується на межі тропічного та екваторіального повітря. Зона, де холодне повітря рухається у бік теплого, називається холодним фронтом, а зона, де тепле повітря рухається у бік холодного — теплим фронтом. У тропічному фронті відбувається утворення тропічних циклонів, аналогічні процеси відбуваються і у зонах між сусідніми субтропічними антициклонами.